# 岡山県道310号西方北房線
岡山県道310号西方北房線（おかやまけんどう310ごう にしがたほくぼうせん）は、岡山県高梁市から真庭市に至る一般県道である。

## 概要
高梁市中井町西方と真庭市上中津井を結ぶ。

### 路線データ
- 起点：岡山県高梁市中井町西方（岡山県道320号若代方谷停車場線交点）
- 終点：岡山県真庭市上中津井（国道313号交点、岡山県道78号長屋賀陽線上）

## 路線状況

### 重複区間
- 岡山県道78号長屋賀陽線（高梁市中井町津々 - 真庭市上中津井（終点））

## 地理

### 通過する自治体
- 岡山県
  - 高梁市 - 真庭市

### 交差する道路
| 交差する道路                                  | 市町村名 | 交差する場所 | 交差する場所 |
| --------------------------------------------- | -------- | ------------ | ------------ |
| 岡山県道320号若代方谷停車場線                 | 高梁市   | 中井町西方   | 起点         |
| 岡山県道169号西方巨瀬線                       | 高梁市   | 中井町西方   |              |
| 岡山県道78号長屋賀陽線 重複区間起点           | 高梁市   | 中井町津々   |              |
| 国道313号 岡山県道78号長屋賀陽線 重複区間終点 | 真庭市   | 上中津井     | 終点         |

### 沿線
- 高梁市立中井小学校